# Дурдыев, Байрам Овезович
Байра́м Ове́зович Дурды́ев (туркм. Baýram Öwezowiç Durdyýew; род. 24 мая 1955, Ашхабад) — советский и туркменский футболист, Мастер спорта СССР, Заслуженный тренер Туркменистана.

## Биография
До 11 лет занимался акробатикой. В 11 лет записался на футбол. На протяжении всей карьеры выступал за ашхабадский «Строитель/Колхозчи» в первой и второй лиге СССР. Играл в 1979 году в составе сборной Туркменской ССР на летней Спартакиаде народов СССР. В 1973—1977 годах, учился в туркменском государственном университете им. Горького. Факультет физического воспитания, специальность тренер по футболу.
По окончании карьеры футболиста, окончил ВШТ 1986—1987 в Москве и приступил к работе на тренерском мостике. В 1989 году был начальником команды «Копетдаг». С 1990 года — главный тренер.
В 1992 году возглавил только созданную сборную Туркменистана. Вместе с командой достиг ряда успехов — выход из группы в финальном турнире азиатских игр 1994.
В 1997 году был приглашён в Казахстан, где принял семипалатинский «Елимай». С клубом отработал один сезон.
В 2007 году возглавил дебютанта чемпионата Туркменистана «Талып спорты» (Ашхабад).
В сентябре 2011 года получил тренерскую лицензию «PRO».
С 2012 года главный тренер футбольного клуба «Ахал» (Акдашаяк).
C 2013 года главный тренер футбольного клуба «Алтын Асыр».
С 2014 года главный тренер футбольного клуба «Талып спорты».
Байрам Дурдыев был членом тренерского комитета АФК с 2003 по 2008 год. Входил в состав делегации ведущих тренеров СССР на чемпионате мира 1990 года в Италии, чемпионате Европы 1992 года в Швеции. А также просматривал матчи на чемпионате мира в 1994 году в городе Лос-Анджелес, США. В 1994 году готовил команду национальной сборной Туркменистана, на Азиатские игры в город Хиросима, Япония. За что и был награждён правительственной медалью «Гайрат».

## Статистика
| Сезон | Клуб      | Лига        | Чемпионат | Чемпионат |
| Сезон | Клуб      | Лига        | Игры      | Голы      |
| ----- | --------- | ----------- | --------- | --------- |
| 1973  | Строитель | Первая лига | 2         | 0         |
| 1974  | Строитель | Первая лига | 1         | 0         |
| 1975  | Строитель | Вторая лига | ?         | ?         |
| 1976  | Колхозчи  | Первая лига | 38        | 1         |
| 1977  | Колхозчи  | Первая лига | 38        | 5         |
| 1978  | Колхозчи  | Первая лига | 37        | 5         |
| 1979  | Колхозчи  | Первая лига | 42        | 4         |
| 1980  | Колхозчи  | Вторая лига | ?         | ?         |
| 1981  | Колхозчи  | Вторая лига | ?         | ?         |
| 1982  | Колхозчи  | Вторая лига | ?         | ?         |
| 1983  | Колхозчи  | Вторая лига | 31        | 3         |
| 1984  | Колхозчи  | Вторая лига | 32        | 2         |
| 1985  | Колхозчи  | Вторая лига | 29        | 2         |